# Joan Horrach

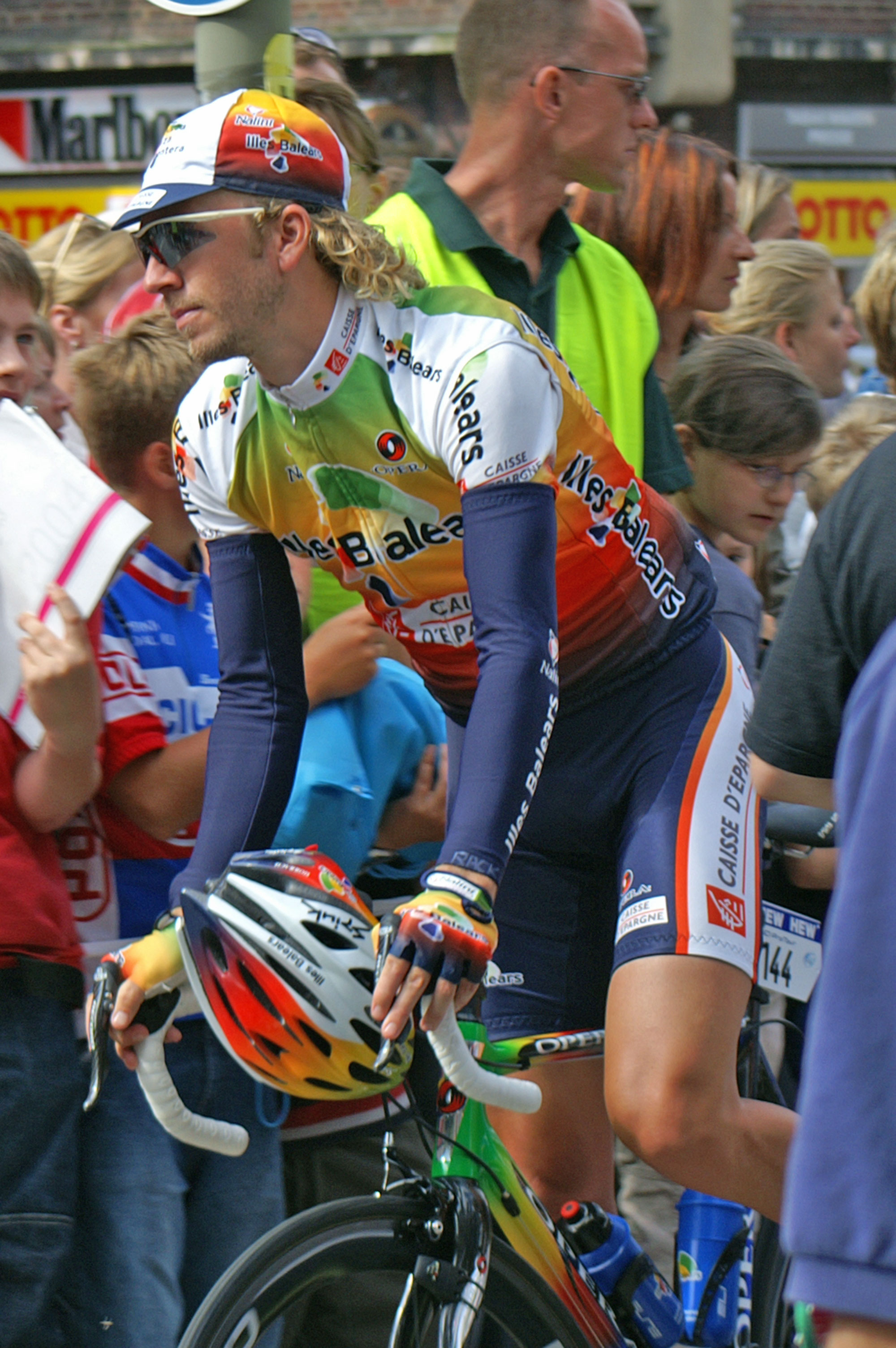
Joan Horrach bei den HEW Cyclassics 2005 in Hamburg

Joan Sebastian Horrach Rippoll (* 27. März 1974 in Deià) ist ein spanischer Radrennfahrer.
Joan Horrach begann seine internationale Karriere 2000 bei dem portugiesischen Radsportteam Maia-MSS. 2001 gewann er den Grande Prémio Jornal de Notícias und eine Etappe der Asturien-Rundfahrt. 2002 gewann er zwei Etappen der Portugal-Rundfahrt und ein Jahr später sicherte er sich eine Etappe  der Troféu Joaquim Agostinho. 2004 wechselte er zum spanischen Team Illes Balears, das sich 2006 in Caisse d’Epargne-Illes Balears umbenannte, und gewann eine Etappe des Giro d’Italia 2006. 2010 gewann er mit seiner Mannschaft Katusha das Mannschaftszeitfahren der Burgos-Rundfahrt.

## Teams
- 2000–2003 Maia / Milaneza
- 2004–2008 Illes Balears / Caisse d’Epargne
- 2009–2012 Katusha Team
- 2013–2014 Madison Genesis

## Erfolge
- Gesamtwertung Grande Prémio Jornal de Notícias 2001
- eine Etappe Asturien-Rundfahrt 2001
- zwei Etappen Portugal-Rundfahrt 2002
- eine Etappe Troféu Joaquim Agostinho 2003
- eine Etappe Giro d’Italia 2006
- Mannschaftszeitfahren Vuelta a Burgos 2010